# تل الجسر
تل الجسر هو تل أثري يبعد 1.5 كيلومتر (0.93 ميل) شمال غرب جوب جنين في وادي البقاع في لبنان.  
تم اكتشافه في 1965-1966 من قبل لورين كوبلاند وبيتر ويسكومب ولكن لم يتم تحديد محيط ومدى الاكتشاف بالكامل،  ويقترح أن تكون محاطة بأراضي صالحة للزراعة خصبة مناسبة لزراعة المحاصيل وكان من المرجح معبر النهر، وتقع على الضفة الشرقية من الليطاني . جمع هنري فليش ‏ و«م. تالون» كمية كبيرة من المواد التي يحتفظ بها الآن متحف ما قبل التاريخ اللبناني، وهو جزء من جامعة القديس يوسف،  وقد كانت أدوات الصوان من النوع الثقيل المقترح استخدامه لإزالة الغابات، وتشمل محاور شبه منحرف، وفرامات، ومجموعة متنوعة من الكاشطات بما في ذلك مكشطة المروحة المتقدمة، وشفرات المنجل المقطعية ذات الأسنان الدقيقة وبعض أنواع السجود.  تضمنت مجموعة الأواني الفخارية التي عثر عليها الأوعية الحجرية والبازلت والأوعية التي تتراوح بين الأواني البيضاء الخشنة إلى الأشجار الجميلة المصقولة والمزخرفة.
وقد عثر أيضاً على مجموعة واسعة من تصاميم الجرة مع بعض الصحون الأواني الحمراء، وتُظهر المواد أنها تعود للعصر الحجري الحديث مع العديد من أوجه التشابه مع جبيل ومواقع وادي الأردن السفلى التي ازدهرت حتى العصر البرونزي،  كما يُعتبر موقع اكتشاف التل جزء من الفخار يسمى Tell Jisr Sherd الذي يُظهر شقوق يعتقد بأنها أقدم كتابات أبجدية مكتشفة.  

## روابط خارجية
- معلومات عن تل الجسر في Geographic.org